# Rinaldo Morchio
Rinaldo Morchio (Genova, 4 luglio 1900 – Genova, 1º gennaio 1960) è stato un calciatore italiano, di ruolo difensore.

## Carriera
Cresciuto nella SPES Genova, si fa notare nell'incontro contro il Genoa il 5 dicembre 1920 terminato 1-1, segnando il gol dei suoi.
Viene ingaggiato la stagione 1921-1922 proprio dal Grifone insieme al suo compagno Giovanni De Prà, non riuscendo ad imporsi come il portiere rossoblu.
L'anno dopo passa alla Sestrese, dove rimane per tre anni. Chiuderà la carriera alla Rivarolese.